# Mark Madsen
Mark Ellsworth Madsen (Walnut Creek (Califórnia), 28 de janeiro de 1976) é um ex-jogador de basquete norte-americano que foi campeão da Temporada da NBA de 2000-01 jogando pelo Los Angeles Lakers.

## Estatísticas

### Temporada regular
| Ano     | Equipe      | PJ  | PT | MPP  | %TC  | %3P   | %TL  | RPP | APP | ROB | TPP | PPP |
| ------- | ----------- | --- | -- | ---- | ---- | ----- | ---- | --- | --- | --- | --- | --- |
| 2000–01 | Los Angeles | 70  | 3  | 9.2  | .487 | 1.000 | .703 | 2.2 | .3  | .1  | .1  | 2.0 |
| 2001–02 | Los Angeles | 59  | 5  | 11.0 | .452 | .000  | .648 | 2.7 | .7  | .3  | .2  | 2.8 |
| 2002–03 | Los Angeles | 54  | 22 | 14.5 | .423 | .000  | .590 | 2.9 | .7  | .3  | .3  | 3.2 |
| 2003–04 | Minnesota   | 72  | 12 | 17.3 | .495 | .000  | .483 | 3.8 | .4  | .5  | .2  | 3.6 |
| 2004–05 | Minnesota   | 41  | 14 | 14.7 | .515 | .000  | .500 | 3.1 | .4  | .2  | .3  | 2.1 |
| 2005–06 | Minnesota   | 62  | 7  | 10.9 | .409 | .000  | .426 | 2.3 | .2  | .4  | .3  | 1.2 |
| 2006–07 | Minnesota   | 56  | 0  | 8.4  | .535 | .000  | .517 | 1.6 | .2  | .2  | .2  | 1.1 |
| 2007–08 | Minnesota   | 20  | 6  | 7.6  | .158 | .000  | .250 | 1.9 | .2  | .2  | .1  | .5  |
| Total   |             | 434 | 69 | 12.0 | .461 | .063  | .533 | 2.6 | .4  | .3  | .2  | 2.2 |

### Playoffs
| Ano     | Equipe      | PJ | PT | MPP  | %TC  | %3P  | %TL  | RPP | APP | ROB | TPP | PPP |
| ------- | ----------- | -- | -- | ---- | ---- | ---- | ---- | --- | --- | --- | --- | --- |
| 2000–01 | Los Angeles | 13 | 0  | 3.7  | .077 | .000 | .600 | .8  | .3  | .0  | .2  | .4  |
| 2001–02 | Los Angeles | 7  | 0  | 1.4  | .000 | .000 | .000 | .3  | .0  | .0  | .0  | .0  |
| 2002–03 | Los Angeles | 12 | 2  | 14.1 | .419 | .000 | .438 | 2.3 | 1.0 | .2  | .2  | 2.8 |
| 2003–04 | Minnesota   | 17 | 0  | 13.1 | .531 | .000 | .448 | 3.4 | .1  | .3  | .2  | 2.8 |
| Total   |             | 49 | 2  | 9.2  | .403 | .000 | .460 | 2.0 | .4  | .2  | .2  | 1.7 |